# Hans-Jürgen Gerhardt (Mediziner)
Hans-Jürgen Gerhardt (* 22. Mai 1928 in Gnesen; † 28. November 2010) war ein deutscher Mediziner.

## Werdegang
Hans-Jürgen Gerhardt wurde 1952 in Berlin mit der Arbeit Über die Verteilung und Anordnung von Kaltpunkten auf symmetrisch gelegenen Hautstellen zum Dr. med. promoviert. Ab 1968 war er Dozent und wurde 1971 zum Professor für Oto-Rhino-Laryngologie an der Humboldt-Universität in Berlin ernannt. Daneben übernahm er 1974 als Direktor die Leitung der HNO-Klinik des Bereichs Medizin der Universität in der Charité. 
1980 wurde Gerhardt mit dem Nationalpreis der DDR ausgezeichnet. Von 16. Juni 1988 bis 7. Juli 1992 war er Korrespondierendes Mitglied der Berliner Akademie der Wissenschaften.

## Werke
- Vademekum der HNO-Heilkunde. Thieme, Leipzig 1974. 4. Auflage 1989, ISBN 3-7404-0077-3.